# دستاوردهای ریاضی لئونارد اولر
این دانشمند قرن هجدهمی، لئونارد اولر، (به آلمانی: Leonhard Euler) در میان پرکارترین و موفق‌ترین افراد در رشته ریاضیات هست. کارهای او در معرفی و عمومی کردن نمادها در ریاضیات و مخصوصاً آنالیز ریاضی تأثیرگذار بود.

## نمادگذاری در ریاضی
اویلر بسیاری از نمادهای ریاضی را که امروز هم کاربرد دارند معرفی کرد که از این جمله:
- نماد گذاری توابع (f(x[۱]
- نمادهای مدرن برای توابع مثلثاتی
- استفاده از e برای پایه لگاریتم طبیعی
- استفاده از {\displaystyle \pi }

## آنالیز مختلط
او در آنالیز مختلط سهم مهمی داشت. او فرمول اویلر را برای هر عدد حقیقی کشف کرد که برای تابع نمایی داریم:
{\displaystyle e^{i\varphi }=\cos \varphi +i\sin \varphi .\,}

## آنالیز
پژوهش درحساب دیفرانسیل و انتگرال در قرن هجدهم از مباحث روز بود. درک بی‌نهایت به‌طور طبیعی تمرکز اصلی پژوهش اویلر بود. ایده‌های او بسیار مهم‌تر از اثبات‌هایش بود زیرا برخی از آن‌ها قابل قبول طبق استانداردهای مدرن نیستند، اما ایده‌های او مسئول بسیاری از پیشرفت‌های بزرگ بودند. او اول از همه برای تابع مفهومی ارائه داد و از تابع نمایی ولگاریتم در اثبات‌های آنالیز استفاده کرد. اویلر از تابع لگاریتم به عنوان یک ابزار در تجزیه و تحلیل مسائل استفاده می‌کرد و روش‌های جدید که توسط آن‌ها می‌توانست مورد استفاده قرار گیرد را کشف کرد. او لگاریتم را برای اعداد منفی و مختلط تعریف کرد. او آنالیز مختلط را توسعه داد و برای جواب انتگرال‌ها راه‌های جدید یافت. او همچنین معادله اویلر-لاگرانژ را یافت. اویلر همچنین پیشگام استفاده از روش تحلیلی برای حل مسائل نظریه اعداد بود.

## نظریه اعداد
بسیاری از کارهای اولیه در نظریه اعداد متعلق به پیر دو فرما و توسعه بعضی از ایده‌های او بود. یکی از اولین کارهای اویلر کشف ارتباط بین ریمان تابع زتا و اعداد اول بود. او در ادامه به‌طور قابل توجهی به درک درست از اعداد کامل، که از زمان اقلیدس بود، کمک کرده‌است. او مسیر کشف قانون تقابل درجه دوم و قضیه اعداد اول را مخصوصاً برای کارل فردریش گاوس هموار کرد.

## نظریه گراف و توپولوژی
مسئله‌ای که اویلر حل کرد به عنوان قضیه اول نظریه گراف مطرح است. این مسئله این بود که در سرزمین پادشاهی پروس دو جزیره بزرگ با هفت پل به یکدیگر و سرزمین اصلی وصل می‌شدند. سؤال این بود که می‌توان از یک نقطه آغاز کرد و از همه پل‌ها یکبار گذشت و به نقطه پایان رسد. شناسایی که اویلر از اطلاعات کلیدی مسئله انجام داد (تعداد پل و نقاط پایانی) مسیر توپولوژی را هموار کرد.
اویلر همچنین به درک گراف مسطح کمک کرده‌است. او یک فرمول حاکم بر روابط بین لبه‌ها (به انگلیسی: edges)، راس‌ها (به انگلیسی: vertices) را کشف کرد.

## کارهای دیگر
او علاوه بر ریاضیات کارهای دیگری نیز کرده‌است:
- نورشناسی: ساخت تلسکوپ، میکروسکوپ
- مهندسی: ساخت کشتی، توپخانه
- صوت‌شناسی موسیقی
- ستاره‌شناسی
- فیزیک (مخصوصا دینامیک نیوتون)[۵]